# Gleichseitiges Polygon

Gleichseitige Sechsecke

Ein gleichseitiges Polygon ist in der Geometrie ein Polygon der euklidischen Ebene, bei dem alle Seiten gleich lang sind. Gleichseitige Polygone sind von gleichwinkligen Polygonen zu unterscheiden, bei denen die Innenwinkel alle gleich groß sind. Ein sowohl gleichseitiges als auch gleichwinkliges Polygon wird regelmäßiges Polygon genannt.

## Definition
Ein Polygon mit den Seiten {\displaystyle a,b,c,\ldots } heißt gleichseitig, wenn die Seiten des Polygons alle gleich lang sind, das heißt wenn
{\displaystyle a=b=c=\ldots }
gilt. In einem gleichseitigen Polygon sind demnach alle Seiten zueinander kongruent.

## Beispiele
- Ein gleichseitiges Dreieck ist zugleich ein gleichwinkliges Dreieck mit Innenwinkeln zu {\displaystyle 60^{\circ }}.
- Ein gleichseitiges Viereck ist eine Raute mit gleich großen gegenüberliegenden Innenwinkeln.
- Ein regelmäßiges Polygon ist ein gleichseitiges Polygon, das zudem gleichwinklig ist.

## Eigenschaften
- Ein Sehnenpolygon, das gleichseitig ist, ist stets auch gleichwinklig und damit regelmäßig.[1]

- Ein Tangentenpolygon ist genau dann gleichseitig, wenn die Innenwinkel zwischen zwei Werten alternieren.[2]

- In einfachen, das heißt nicht überschlagenen, gleichseitigen Polygonen gilt der Satz von Viviani, nach dem die Summe der Abstände von einem beliebigen Punkt im Inneren des Polygons zu den Polygonseiten unabhängig von der Position des Punkts ist.